# Дакка
Да́кка (Дхака, Дака; бенг. ঢাকা, англ. Dhaka) — столиця і найбільше місто Бангладеш. Населення міста —14 543 124 жителі (2006), з передмістями — 12 560 тис. осіб (2005). У місті є міжнародний аеропорт «Хазрат Шахджалал».
Сучасна Дакка є центром політичного, культурного та економічного життя в Бангладеш. Хоча міська інфраструктура є найрозвиненішою в країні, Дакка страждає від звичних міських проблем, таких, як забруднення навколишнього середовища, затори та відсутність належних послуг у зв'язку, пов'язаних зі зростанням населення. В останні десятиліття, Дакка почала міняти свій образ, завдяки модернізації транспортної і комунікаційної систем, нових будов та бізнес-районів та якісними змінами в суспільних-громадських структурах. Місто приваблює великі іноземні інвестиції та збільшує обсяги, як внутрішньої, так і зовнішньої торгівлі. Столиця Бангладеш продовжує відчувати збільшення припливу людей з усієї країни.

## Історія

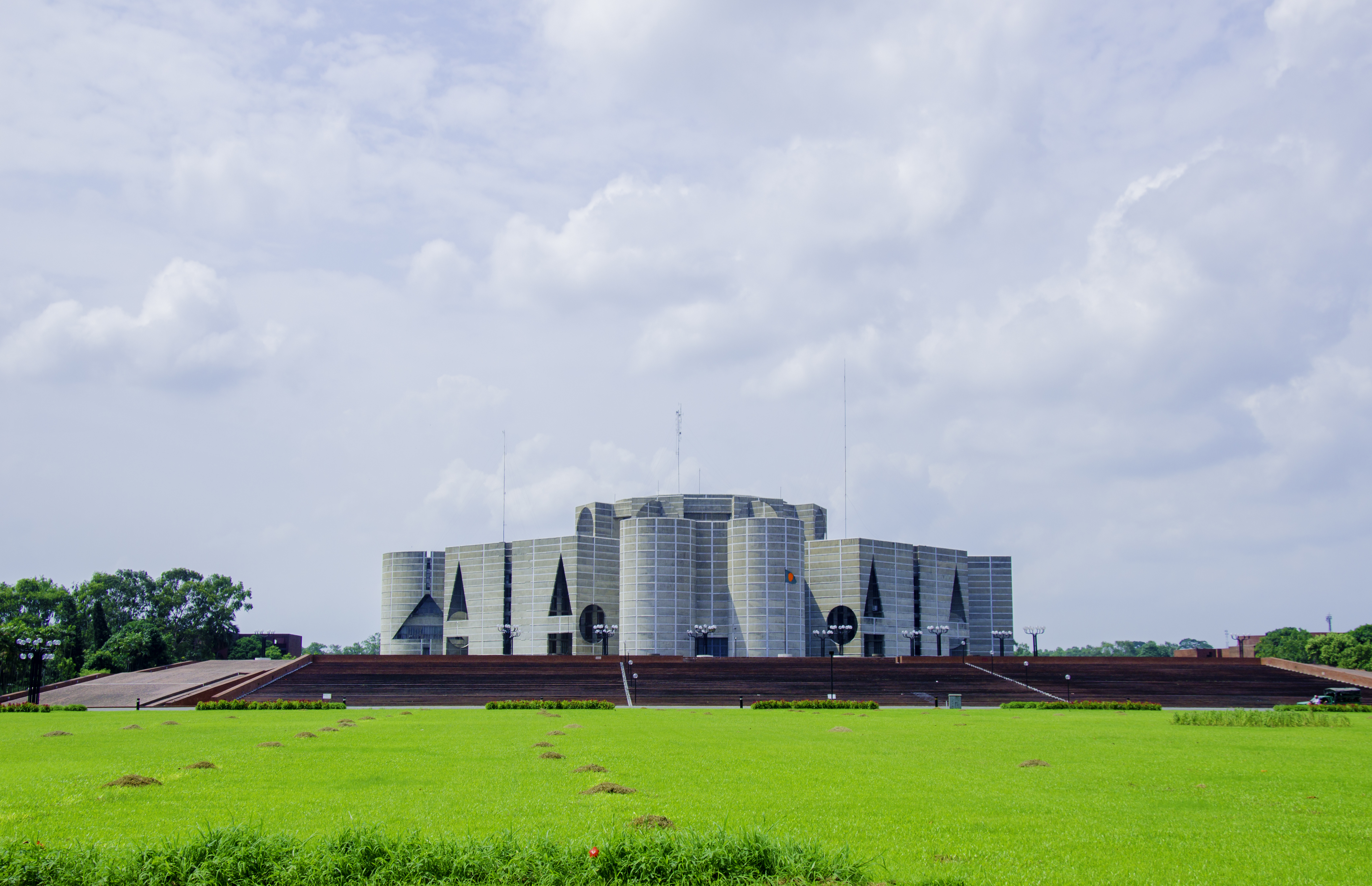
National Assembly of Bangladesh, Dhaka.

Перші поселення датуються VII сторіччям. Дака є історичним містом, заснованим в 1608 році. Розділена на дві частини — стару і нову — Дака, площею 815 км² і з населенням в 10 мільйонів чоловік, швидко перетворюється на мегаполіс. Дака з її численними історичними і сучасними мечетями має репутацію міста мечетей. Також вона знаменита своїм мусліном. Місто займає зручне положення в найродючішій частині країни і стоїть на перетині водних торговельних шляхів.
Сучасна Дакка є центром політичного, культурного і економічного життя Бангладеш. У місті найвищий рівень освіченості і найрозгалуженіша економіка в країні. Хоча столична міська інфраструктура найрозвиненіша в країні, однак місто потерпає від забруднення, заторів, обмежених поставок товарів, бідності і злочинності. Останніми десятиріччями Дакка змогла модернізувати транспорт, комунікації і суспільні служби. Столиця притягує до себе помітні закордонні інвестиції, і більшу частину комерції і торгівлі. Місто також відчуває значний приплив населення з усієї країни.

## Географія Даки

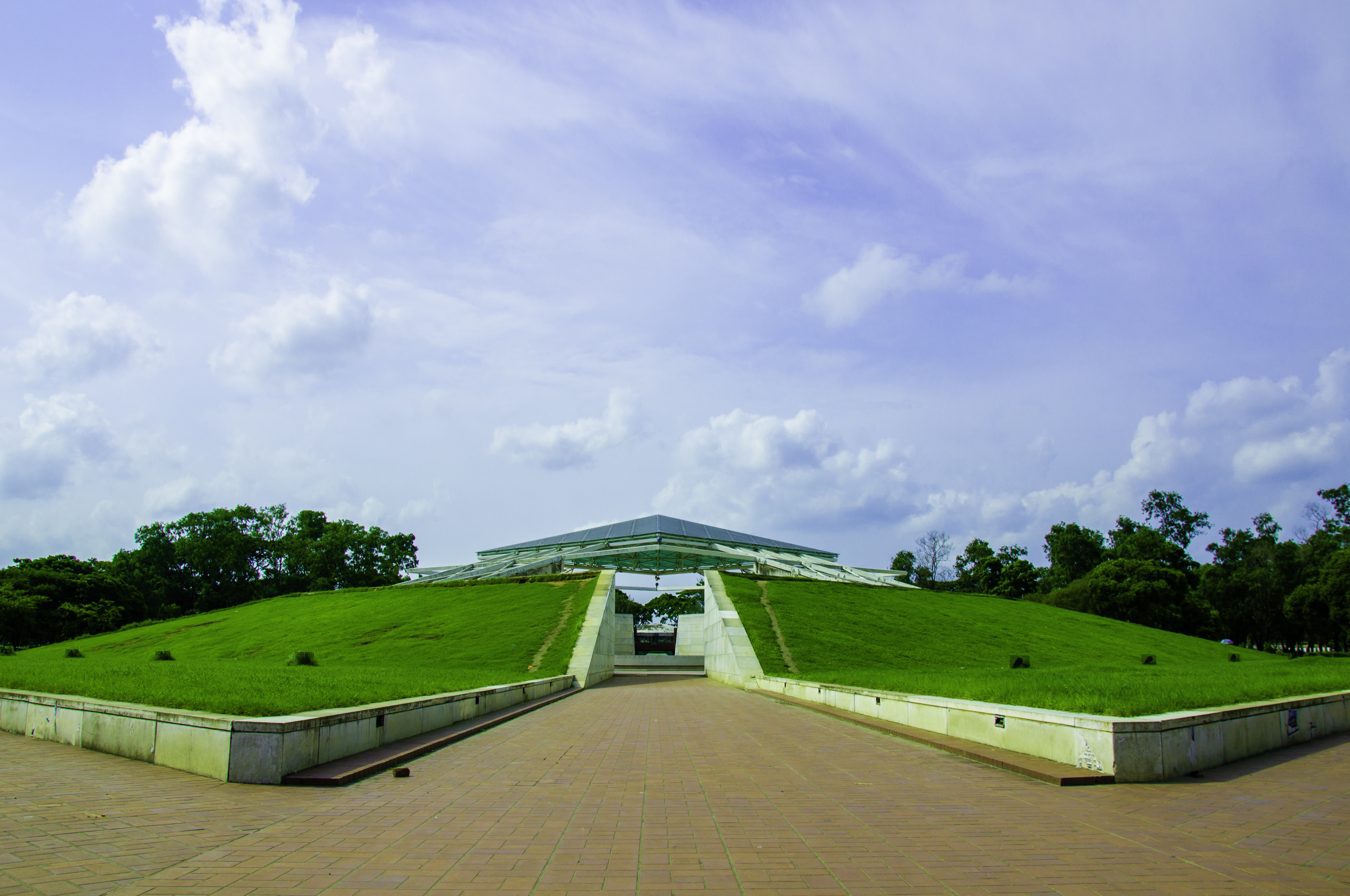
Mausoleum of Ziaur Rahman, Chandrima Uddan, Dhaka.

Дака розташована в центральній частині Бангладеш в 23°42′0″N 90°22′30″E  /  23,7°N 90,375°E  / 23.7; 90.375 , на східному березі річки Буріґанґа (Buriganga). Місто лежить в низовині дельти річки Ґанґ і займає загальну площу 153,84 квадратних кілометрів. Вона складається з семи основних танаса (муніципальних дільниць) — Дганмонді (Dhanmondi), Котвалі (Kotwali), Мотіджгіл(Motijheel), Палтан (Paltan), Рамна (Ramna), Мохаммедпур (Mohammadpur), Сутрапур (Sutrapur), Теджґаон (Tejgaon) — і 16 допоміжних танаса. Столичний район Дака займає площу 1463,60 квадратних кілометрів, багатий тропічною рослинністю і характеризується вологми ґрунтами на цій ділянці, яка є рівниною і тягнеться до Бенгальської затоки, маючи висоти майже рівні з рівнем моря.

## Клімат міста
Дака перебуває в зоні тропічного клімату, згідно з детальнішою класифікацією клімату за Кеппеном, місто має особливості тропічного вологого, та водночас, і тропічного сухого клімату. У місті є окрема мусонний сезон, з середньорічною температурою 25 °С (77 °F) і щомісячні показники коливаються від 18 °C (+64 °F) у січні — до +29 °C (+84 °F) в серпні. Майже 80 % від середньорічних опадів, що становить 1854 мм, випадають в період між травнем і вереснем.
| Клімат Даккі (1981–2010)                      | Клімат Даккі (1981–2010) | Клімат Даккі (1981–2010) | Клімат Даккі (1981–2010) | Клімат Даккі (1981–2010) | Клімат Даккі (1981–2010) | Клімат Даккі (1981–2010) | Клімат Даккі (1981–2010) | Клімат Даккі (1981–2010) | Клімат Даккі (1981–2010) | Клімат Даккі (1981–2010) | Клімат Даккі (1981–2010) | Клімат Даккі (1981–2010) | Клімат Даккі (1981–2010) |
| Показник                                      | Січ.                     | Лют.                     | Бер.                     | Квіт.                    | Трав.                    | Черв.                    | Лип.                     | Серп.                    | Вер.                     | Жовт.                    | Лист.                    | Груд.                    | Рік                      |
| Абсолютний максимум, °C                       | 31,1                     | 34,4                     | 40,6                     | 42,2                     | 41,1                     | 36,7                     | 35,0                     | 36,1                     | 36,7                     | 37,2                     | 34,4                     | 30,6                     | 42,2                     |
| Середній максимум, °C                         | 25,1                     | 28,3                     | 32,5                     | 33,8                     | 33,4                     | 32,5                     | 31,8                     | 32,1                     | 32,0                     | 31,8                     | 29,7                     | 26,5                     | 30,8                     |
| Середня температура, °C                       | 18,6                     | 22,0                     | 26,3                     | 28,4                     | 28,8                     | 29,0                     | 28,7                     | 28,9                     | 28,5                     | 27,4                     | 24,0                     | 20,0                     | 25,9                     |
| Середній мінімум, °C                          | 13,1                     | 16,2                     | 20,8                     | 23,8                     | 24,8                     | 26,2                     | 26,3                     | 26,4                     | 25,9                     | 23,9                     | 19,4                     | 14,8                     | 21,8                     |
| Абсолютний мінімум, °C                        | 6,1                      | 6,7                      | 10,6                     | 16,7                     | 14,4                     | 19,4                     | 21,1                     | 21,7                     | 21,1                     | 17,2                     | 11,1                     | 7,2                      | 6,1                      |
| Середня кількість сонячних годин на місяць    | 220,3                    | 225,3                    | 256,3                    | 237,8                    | 220,9                    | 142,2                    | 131,5                    | 140,6                    | 152,7                    | 228,6                    | 236,3                    | 242,6                    | 2435,1                   |
| Норма опадів, мм                              | 7.5                      | 23.7                     | 61.7                     | 140.6                    | 278.4                    | 346.5                    | 375.5                    | 292.9                    | 340.0                    | 174.5                    | 31.1                     | 12.1                     | 2084.5                   |
| Днів з опадами                                | 2                        | 3                        | 5                        | 10                       | 15                       | 14                       | 17                       | 16                       | 13                       | 7                        | 2                        | 1                        | 105                      |
| Вологість повітря, %                          | 71                       | 64                       | 62                       | 71                       | 76                       | 82                       | 83                       | 82                       | 83                       | 78                       | 73                       | 73                       | 75                       |
| --------------------------------------------- | ------------------------ | ------------------------ | ------------------------ | ------------------------ | ------------------------ | ------------------------ | ------------------------ | ------------------------ | ------------------------ | ------------------------ | ------------------------ | ------------------------ | ------------------------ |
| Джерело: Bangladesh Meteorological Department |                          |                          |                          |                          |                          |                          |                          |                          |                          |                          |                          |                          |                          |

## Муніципалітет та державні установи

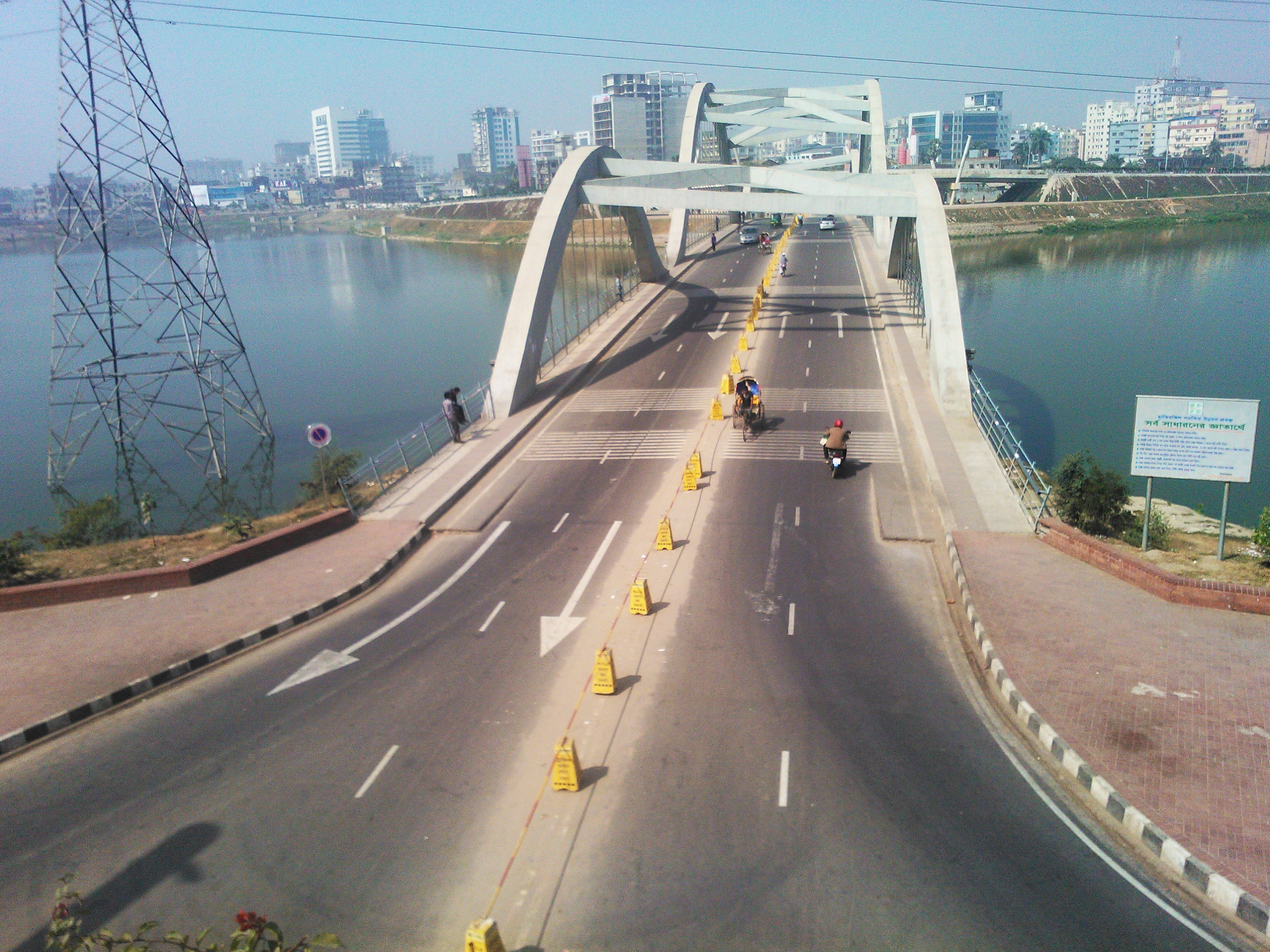
Hatirjheel 2nd-bridge, Dhaka.

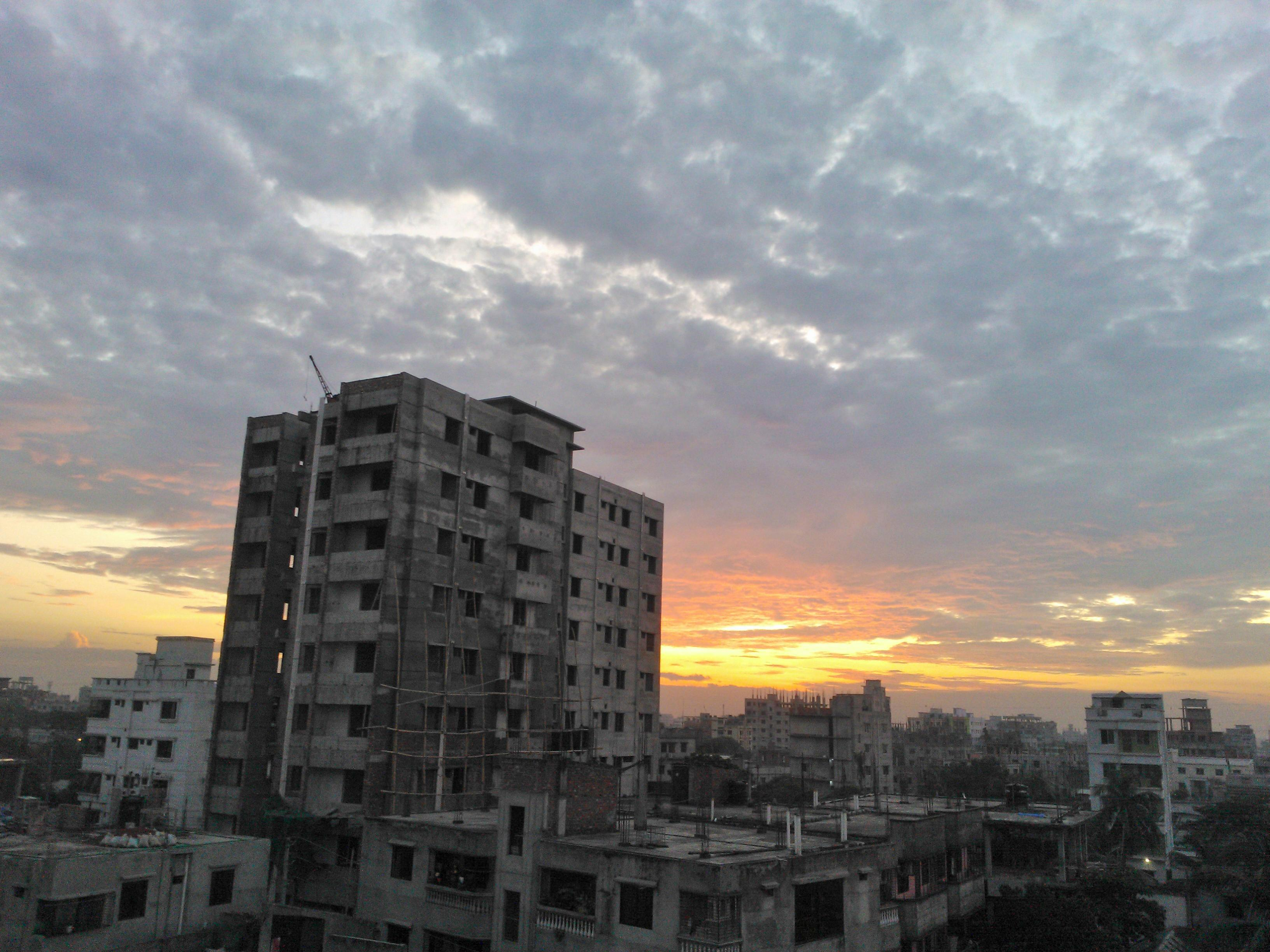
Sunrise in Dhaka

Муніципалітет Даки було засновано 1 серпня 1864 року і підвищений до статусу «Муніципальна корпорація» в 1978 році. Столична Муніципальна Корпорація є самоврядною одиницею, яка керує справами міста. Мер міста є обраним всенародним голосуванням на кожні п'ять років, і цю посаду в наш час[коли?] займає Садік Хоссейн Кгока. «Міська освітня рада» відповідає за управління всіма державними школами і більшості приватних шкіл, за винятком англомовних шкіл (для іноземців та вищого суспільного класу) і медресе.
Столична поліція Даки (ДМП) була утворена в 1976 році і налічувала 6000 осіб в 12 відділеннях поліції. У зв'язку з швидким зростанням чисельності населення міста, їхня кількість була збільшена до 23000 співробітників і створено 33 поліцейські дільниці і заплановано створення ще 18 поліцейських ділянок. Столична поліція Даки також співпрацює і підтримує тісні зв'язки з воєнізованими групами підтримки порядку «Ансарс Бангладеш», «Бангладешські стрільці», «Бангладешське спеціалізоване відділення поліції», «батальйон швидкого реагування» та інших національних органів безпеки, які квартирують в місті чи навколо нього.
Місто поділяється на 10 виборчих округів. Дві основні політичні партії борються за владні повноваження, як в країні, так і в мерії Даки — «Народна ліга» (Awami League) і «Націоналістична партія Бангладеш» (Bangladesh Nationalist Party). В районі Рамна (Ramna) міститься Секретаріат, у якому знаходиться більшість урядових міністерств. Верховний суд Бангладеш і Даки Столичний суд знаходиться в місті. Палац Банґабхабан (Bangabhaban) служив офіційною резиденцією віце-короля Індії, губернатора Східного Пакистану і в наш час[коли?] є резиденцією президента Бангладеш. В Джатійо Санґшад Бхабан (Jatiyo Sangshad Bhaban), розробленому відомим архітектором Луїса Кахна (Louis Kahn) розміщений однопалатний національний парламент. Байтул Мукаррам (Baitul Mukarram), розроблений за дизайном, що нагадуює Каабу в Мецці, є загальнонаціональною мечеттю. До інших історичних пам'ятків в місті відносяться палац Бар Катра (Bara Katra palace), Лалбах Форт (Lalbagh Fort), Хосені Далай (Hoseni Dalan) і Ахсан Манзіл (Ahsan Manzil).

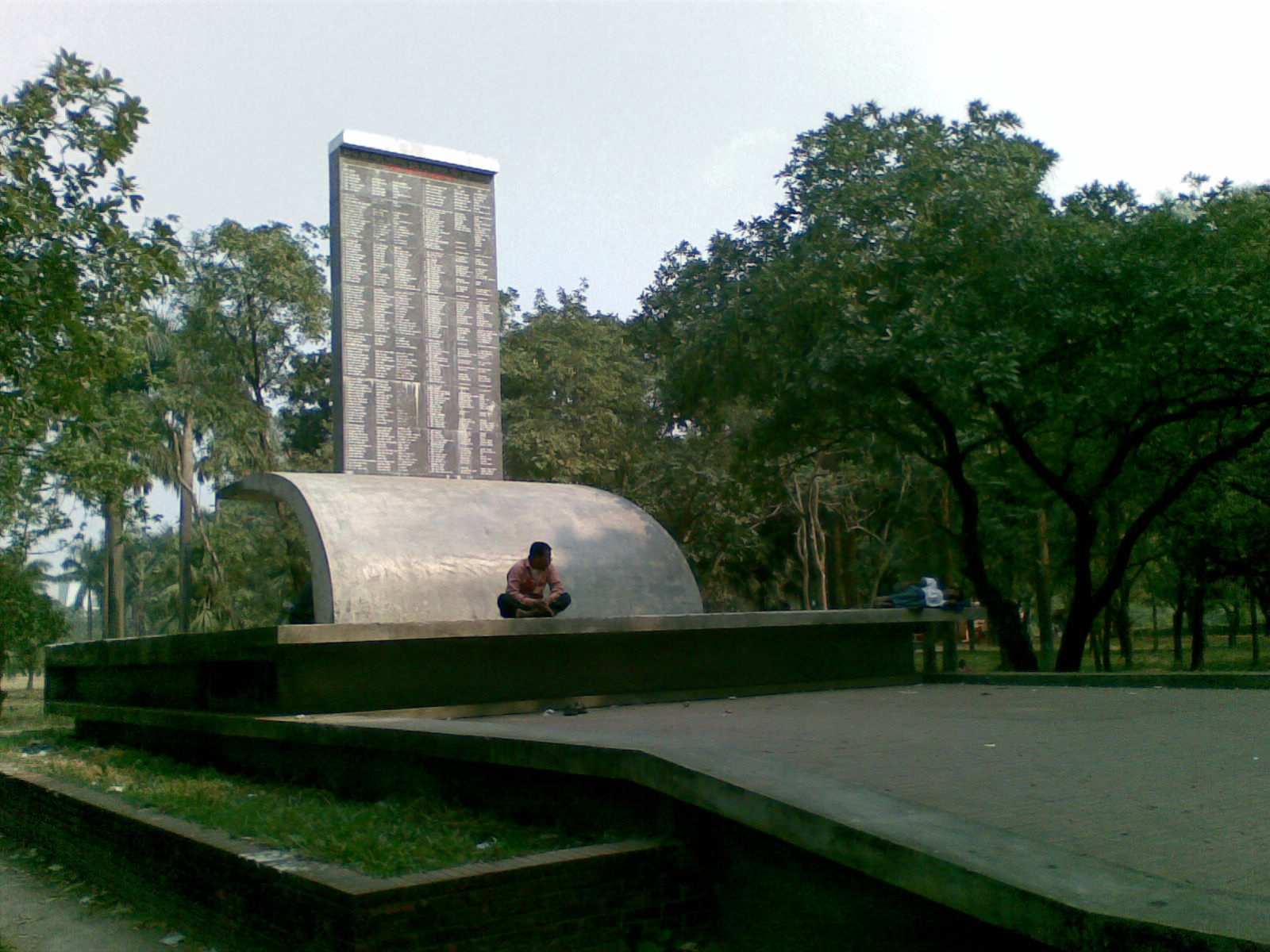

## Демографія

### Населення і його приріст
Населення міста Дакка становить приблизно 7,0 мільйонів чоловік. Місто, у поєднанні з приміськими населеними пунктами, утворює ширшу міську агломерацію — столичний регіон, разом вони становлять приблизно 12,8 мільйонів осіб. А населення міста й надалі росте, за оцінками статистів, на 4,2 % в рік, це один з найвищих показників серед азійських міст. Таке триваюче зростання населення міста відображає постійну міграцію мешканців з сільських районів до культурного центру країни й її столиці, завдяки такої суспільної міграції, довелося констатувати 60 % збільшення громади міста в 1960 і 1970 роках. Останнім часом відмічається зростання населення міста в кількості, більше мільйона чоловік в порівнянні з 1980-ми роками. За даними спеціалістів з демографії, Дака стане домівкою 25 мільйонів мешканців в 2025 році.

### Етнічний склад
Етнічний склад жителів Даки майже однорідний, адже складається на 96 % з бенгальців, ще зо 2 % становлять біженці біхарці, а решту це малі етнічні народності Бангладеш — мейт, кхасі, сантали, чакма, гара, ораонс і мунда, чиї вихідці, у пошуках кращої долі, перебралися з своїх громад до столиці країни.

### Мови
Майже кожен житель Даки говорить мовою бенгалі, яка є національною мовою в Бангладеш. Багато жителів міста розуміють різні діалекти бенгалі і регіональні мови країни — такі як Читтагоніан (Chittagonian) і Силгеті (Sylheti), які є діалектичною сумішшю бенгалі та асамської мов. В місті можна зустріти вихідців з інших районів країни, які розмовляють на своїх племінних мовах: бішнупрія маніпурі, араканці, чакма, ґаро, хо, кокборок і курукх. Англійська мова поширена в верхніх прошарках бангладешського суспільства, і особливо, вона вживається за для комерційних цілей.

### Релігія
Іслам є панівною релігією населення Дакки, у переважній своїй частині вони належать до сунітів (87 %) — теологічної гілки мусульманства. Існує також невелика, але зростаюча шиїтська громада (4 %), а також послідовники Ахмаді — ахмадійці. Індуїзм (5 %) є другою за кількістю послідовників релігією і в місті наявні громади віруючих, що практикують буддизм (2 %) та християнство. Останніми роками спостерігається зростання рівня насильства на релігійному ґрунті.

### Проблеми урбанізації та перенаселення

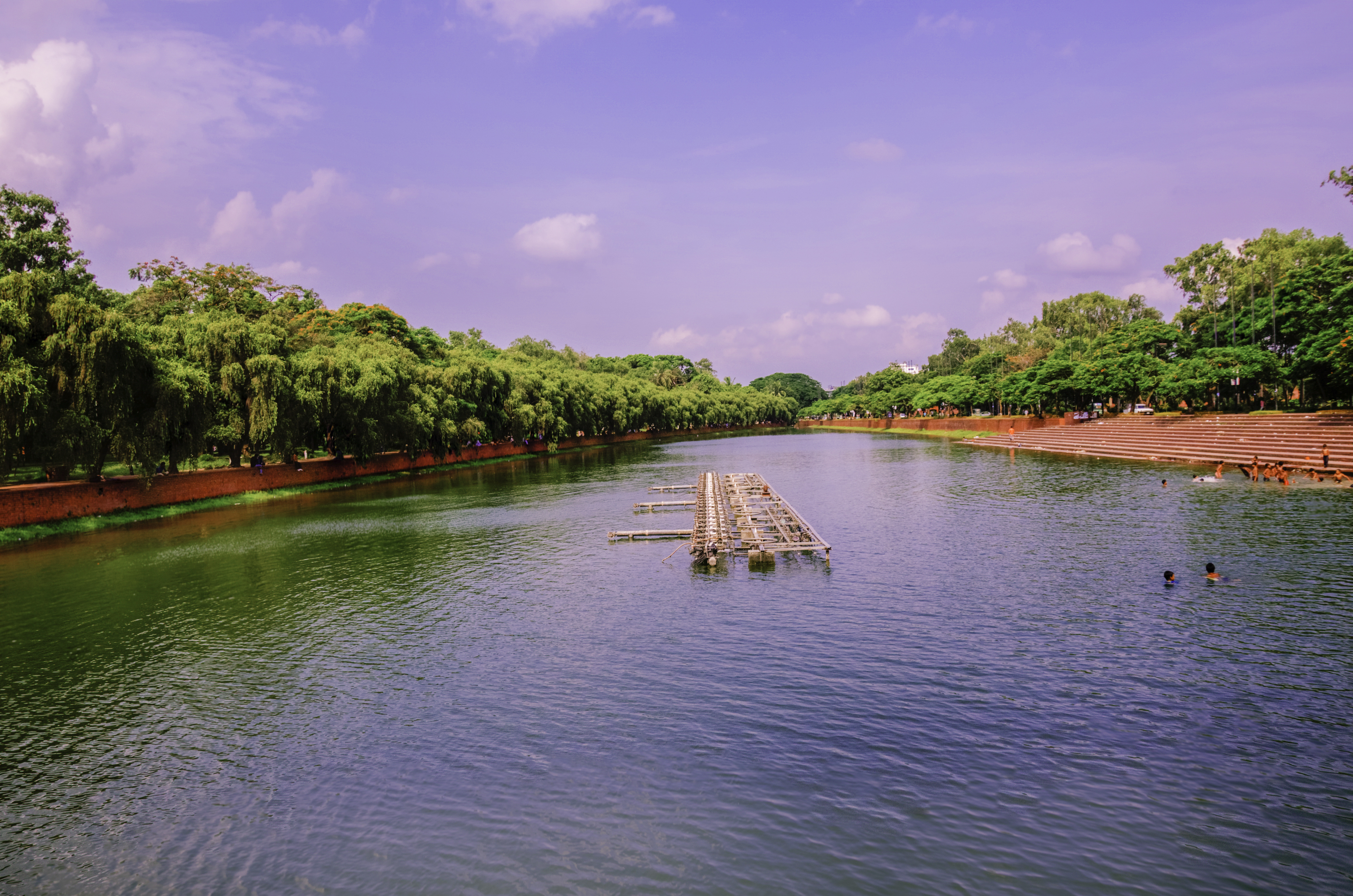
Crescent Lake — Chandrima Uddan

Для боротьби зі зростанням перенаселенням та перевантаженості руху в столиці, уряд країни останнім часом проводить політику для швидкої урбанізації навколишніх територій поблизу міста, шляхом введення там десятирічних канікул на прибутковий податок на будівництво нових об'єктів і споруд за межами Дакки. Окрім Читтагонгу, Дакка є єдиним містом у країні, у якому подається вода через водопровідну систему і є в наявності каналізація, але це лише в 25 % населення, а ще 30 % будуть обслуговуватися з септичних систем по очистці води. Тільки до двох третин міських домогосподарств подаються підведені системи водопостачання. Понад 9,7 мільйонів тонн твердих відходів виробляється в місті Дака, з кожним роком. Хоча було докладено чимало приватних і державних зусиль заради збору сміття в місті, й значна частина його використовується як добрива, та таки суттєва частина тих таки самих твердих відходів часто скидається без очищення чи сортування в довколишні низинні райони і водні об'єкти. Частина цих негативних факторів, сприяє тому, що Дака має один з найвищих темпів смертності від інфекційних хвороб, а ніж в будь-якому місті в Азії.

## Інфраструктура міста

### Освіта

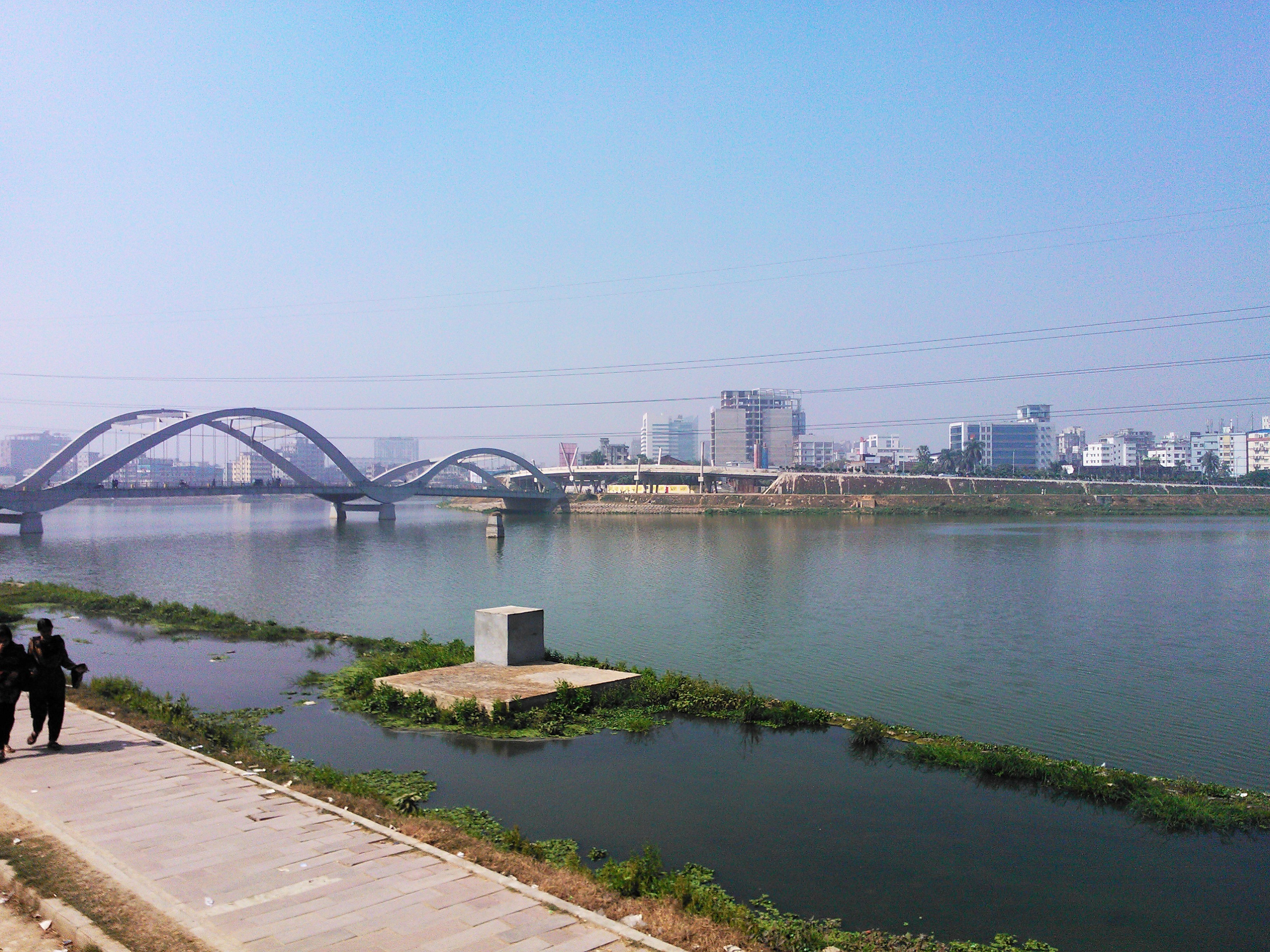
Hatirjheel

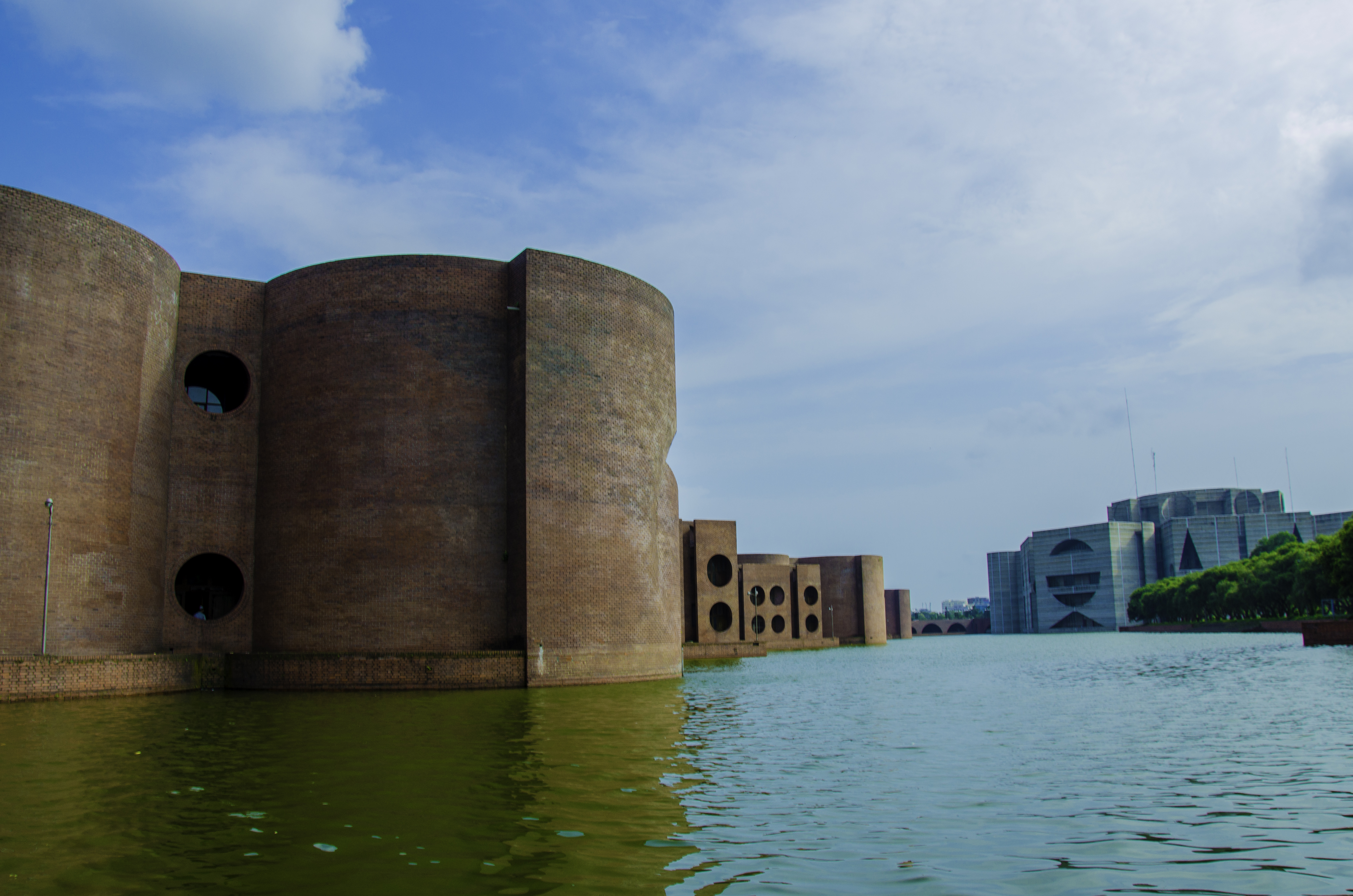
National Assembly of Bangladesh — lackside

Рівень грамотності в місті становить 62,3 %.
Дака має найбільше число шкіл, коледжів та університетів з усіх міст Бангладеш. Система освіти поділяється на 4 рівні: початкова (з 1 по 5 клас), середньої (від 6 по 10 клас), вище середнього (11 і 12 класи) і вищої освіти. Після п'яти років навчання за рівнем неповної середньої освіти школяр складає іспит за цей період середньої школи за освітнім сертифікатом (SSC). Освіта надається переважно мовою бенгалі, хоча англійська теж досить широко вживається. Учням, які пройшли цей іспит дозволяється ще два роки навчатися за вищою середньою освітою (або як її ще вважають за проміжну підготовку), яка завершує собою старші класи для учнів, які знову складають іспит на середній сертифікат (ГСК). Викладання переважно пропонується на бенгальській мові, англійську мову також широко використовують в навчанні, але здебільшого в приватних школах для дітей вищого суспільного прошарку. Велика кількість мусульманських сімей відправляють своїх дітей до медресе, для неповного курсу або ж навіть на повній основі вивчення релігійних канонів та вчень, яка ведеться також на бенгалі і арабською мовою.
В Даці наявні понад 50 вишів. «Дака коледж» є найстарішим вищим навчальним закладом у місті, і одним з найперших, утворених у Британській Індії, заснований в 1840 році. З моменту здобуття незалежності, у місті було засновано велику кількість державних і приватних коледжів та університетів, які пропонують студентам і випускникам здобуття дипломів різних ступенів, а також різні докторських програми. Університет Даки є найбільшим державним університетом в країні з більш ніж 30 000 студентів і 1300 викладачів. Університет має 18 наукових центрів та 70 департаментів, факультетів та інститутів. Суттєвим явищем для бангладешського суспільства є кампуси університетів та коледжів, що часто стають осередками політичного протистояння. Протести та страйки, а також насильство з боку поліції над студентами та тамтешніх політичних груп, часто порушують громадський порядок, і не тільки в університетських кампусах, а й не рідко переходять на вулиці міста.

## Транспорт міста
Дака відома у світі, як «столиця рикш». Скутери, таксі та приватні автомобілі стають все популярнішими серед зростаючого середнього класу міста. Муніципалітет здійснює контроль над заміною машин-таксі з двох-тактним двигуном на «зелені таксі» — місцева назва машин, які працюють на стиснутому природному газі (СПГ).

### Громадський та річковий
Перевезення пасажирів Даки проводяться як державними автобусами так і приватними компаніями та операторами. Головний обсяг перевезень здійснює Корпорація  автомобільного транспорту Бангладеш («BRTC»), яка є державною транспортною корпорацією Бангладеш. Вона була заснована відповідно до постанови уряду країни під № 7 1961 — від 4 лютого 1961року. Після здобуття незалежності Бангладеш в 1971 році, вона отримала свою нинішню назву. «BRTC» є напівавтономні корпорація при Міністерстві зв'язку, до її управління входять міністр зв'язку та комунікації, директор корпорації та інші офіційні особи. 1990 року налічувалося 4002 співробітників у BRTC проти 408 автомобілів. А на 2005 рік уже налічується 2060 співробітників та 972 транспортних засобів. «BRTC» використовує на своїх маршрутах, переважно, автобуси «Double Decker», це широкі двох'ярусні автобуси з комфортними місцями для пасажирів. Але й надалі, через брак автобусів «BRTC», на міських вулицях можна побачити інший приватний автотранспорт, що перевозить його ж громаду.
Річковий порт — «Садарґхат Порт» (Sadarghat Port) розташований на березі річки Буріґанґи і служить для перевезення вантажів та пасажирів вгору по цій річці, а також по дельті Ґанґу і в інші порти всього Бангладеш.

### Таксі
Близько 400 000 велорикш щодня виходять на вулиці міста. Саме тому, велорикші і авторикші є основним видом транспорту, у столиці — найбільше число для будь-якого міста у світі. Проте, тільки близько 85 000 з них є ліцензовані муніципалітетом. До того ж, відносно недорогий вид транспорту і екологічно чистий, велорикші дедалі частіше стають причиною заторів і були заборонені в деяких частинах міста.

### Залізничний
Залізничний транспорт Бангладеш веде свій початок з 1862 року. Адже в тому році, 15 листопада, було відкрито 53,11 кілометра залізничної колії (5 футів 6 дюймів — 1676 мм — така була  ширина колії) для руху поїздів між Дарсаном (Darsana) і Джаґіті (Jagiti). Залізниця Бангладеш переважно успадкована за часів колоніальних, як частина англо-бенгальсько-асамської мережі і вважається головним транспортом країни. А з Дакою, столицею країни, завдяки цієї мережі, поєднюються багато районів Бангладеш.
Камалапур вокзал — головний залізничний вузол Бангладеш, аеропорт Біман Бандар станція (станція літовища) і вокзал Кантонмент — основні залізничні станції міста, що обслуговують поїзда на приміських та міждержавних маршрутах в країні. Весь залізничний транспорт країни управляється державною корпорацією Бангладешська Залізниця, особливо важливим є здійсння регулярного залізничного сполучення між Дакою і Калькутою.

### Повітряний
Перше летовище було побудоване під час британського правління в Індійському субконтиненті під час Другої Світової війни, частково, щоб упередити японську агресію в Бірму. Воно також використовувалося армійськими підрозділами ВПС США, саме 10 ескадрильєю ВПС укомплектованою кількома одиницями (B-24 Liberator) бомбардувальників і які виконували бойові завдання проти японців у Бірмі. Із закінченням війни, це літовище було реорганізоване в комерційний аеропорт.
Міжнародний аеропорт «Хазрат Шахджалал» зараз так називається це літовище, яке є найбільшим аеропортом в Бангладеш знаходиться в районі Курмітола (Kurmitola). Це за 20 кілометрів на північ від Даки, поряд з «Дакка Кантонмент» (так називається штаб-квартира армії Бангладеш, ВМС і ВПС країни квартирують також тут) з однієї сторони і передмістя Уттара — житловий район столиці з іншого боку. Після значного розширення та добудови він почав свою діяльність в 1981 році і був названий на честь колишнього президента Бангладеш — Зіаур Рахмана. Літовище є основним авіапортом для «Біман Бангладеш Ейрлайнс» (Biman Bangladesh Airlines), «ДжМДж Ейрлайнс» (GMG Airlines) і «Юнайтед Ейрлайнс» (United Airways).
Аеропорт має площу 1981 акрів (802 гектари). Майже 52 % міжнародних та внутрішніх рейсів, що прибувають та відбувають з країни, здійснюються через це літовище, при тому що через другий по величині аеропорт Читтагонг вирушають у подорож лише 17 % пасажирів. За рік близько 4 мільйона на міжнародних рейсах та 1 мільйон на внутрішніх рейсах — ось такий пасажиропотік і що найменш — 150000 тонн вантажу і пошти проходить через «Міжнародний аеропорт Зія». Через аеропорт столиця Бангладеш з'єднана з іншими великими містами світу, літаки літають в 21 місто на 2 континентах.

## Спорт
Крикет і футбол є двома найпопулярнішими видами спорту в Даці і по всій країні. Команди міста грають у внутрішньо-міських та національних турнірах, цьому сприяють велике число шкіл, коледжів і приватних клубів. «Клуб мусульманських спорту» (Mohammedan Sports Club) і «Абагані» (Abahani) два найвідоміших клуби, що культивують футбол і крикет, мають велику підтримку серед населення країни та ведуть запекле суперництво між собою. Контролюючий орган країни — спортивна рада Бангладеш, відповідальна за сприяння проведенню спортивних заходів по всій країні, яка розташована в Даці.
Дака мала можливість в 1954 році провести перший офіційний товаристський матч з крикету, між збірними командами Пакистану та Індії. Національний стадіон  Бангабандгу (Bangabandhu National Stadium) раніше був основним місцем проведення внутрішніх і міжнародних матчів з крикету, а тепер використовується суто для футбольних матчів. В місті відбудеться церемонія відкриття Кубку світу з крикету в 2011 році, тут будуть проведені всі 6 матчів турніру, які мають зіграти в Бангладеш. В місті є ще кілька великих стадіонів, що використовуються в загальнодержавних міжвузівських змаганнях — «Шер-е-Банґла Мірпур Стадіум» (Sher-e-Bangla Mirpur Stadium), «Крікет Стадіум» (Cricket Stadium), «Отер Стадіум Ґраунд» (Outer Stadium Ground), «Стадіон Дака Університету» (Dhaka University Ground).